# 第十三世達賴喇嘛
圖登嘉措（藏語：ཐུབ་བསྟན་རྒྱ་མཚོ་，威利转写：thub bstan rgya mtsho，THL：Thubten Gyatso，藏语拼音：Tubdain Gyaco，1876年6月27日—1933年12月17日），藏傳佛教格魯派第十三世達賴喇嘛:28。
十三世達賴喇嘛一生處在英國和俄國爭奪中亞霸權的大博弈的時代，而當時受清朝保護的西藏正處於二者爭奪的地區之中。他周旋於英國、俄國，內部和末期的清朝政府之間保持距離，使西藏得以保持半獨立的自治地位，威望也因此得以提高。他曾經在木龍年戰爭（1904年）與川軍入藏（1910年）時流亡在外。
辛亥革命後，清政府被推翻，清朝軍隊與官員被驅逐出藏。他自大吉嶺返回西藏，並在1913年宣佈西藏獨立。雖1912年成立的中華民國無力实际控制西藏，但是其並不承認西藏的獨立，宣稱沿袭清朝版图设立蒙藏院，并任命前清末任駐藏大臣為驻藏办事长官。1929年蒙藏院改制为蒙藏委员会，引發西藏主權歸屬問題的糾紛。他的主張也被西藏流亡政府認為是首推西藏獨立運動的先驅。
十三世達賴喇嘛在1913年至1933年期間是西藏事實上政教合一的最高領袖，在此期間，他為西藏的政治、經濟、宗教改革以及現代化建設作出了巨大貢獻，並透過他的外交手腕使西藏免於被列強控制，在近代西藏歷史產生了重大影響。中国政府和藏族人民都不同程度地給予他肯定的評價。西藏流亡政府更是認為他是繼第五世达赖喇嘛之後第二位偉大的達賴喇嘛，給予他相當正面的評價。

## 生平

### 早年生涯
1876年6月27日，土登嘉措出生在衛藏南部達拉崗布山朗頓村中的一個農民家庭，距離桑耶寺不遠。他是家中的第四子，父親名為工噶仁青（ཀུན་དགའ་རིན་ཆེན་），母親名叫洛桑卓玛（བློ་བཟང་སྒྲོལ་མ་）。1878年，他被認定為達賴喇嘛轉世靈童。達賴喇嘛尋訪團將他送到拉薩，正月初四，由八世班禪喇嘛丹白旺修主持受戒出家，並賜法名阿旺洛桑土登嘉措季卓曲杰南嘉（ངག་དབང་བློ་བཟང་ཐུབ་བསྟན་རྒྱ་མཚོ་འཇིགས་བྲལ་ཆོས་ཀྱི་རྣམ་རྒྱལ་）。他的家族隨後也被封為貴族，稱為朗頓家族。1879年，年僅三歲的土登嘉措在布達拉宮坐牀，由十世達察呼圖克圖擔任攝政。光绪帝批准，由阿旺班丹曲结坚赞、普觉夏佛罗桑楚臣强巴嘉措担任他的经师，学习《心经》《施食法》《皈依经》《法心经》等。1882年正月十三，十世達察呼圖克圖在大昭寺为他受沙弥戒，开始学习因明学。六月从布达拉宫移驻大昭寺。1886年，跟随罗桑索南、罗桑彭措学习辩论。后来他著有佛学和语言学的五种著作。土登嘉措在年幼時期結識了來自俄羅斯的布里亞特裔助理教師阿格旺多傑（德尔智）。
1886年，達察呼圖克圖圓寂，由九世第穆呼圖克圖繼任攝政。1887年6月，由於生欽·洛桑班丹群培違反禁止與外國人私自來往的規定，接待了英屬印度藏學家薩拉特·錢德拉·達斯，生欽活佛被投入雅魯藏布江溺殺，达赖喇嘛禁止他轉世，寺產被沒收，徒眾逃散。1888年，英軍入侵錫金，並進入西藏的隆吐山。第穆組織藏軍抵抗，傷亡慘重。1890年，清朝與英屬印度在加爾各答簽訂《中英藏印條約》，承認錫金（哲孟雄）是英國的保護國，並割讓了西藏的部份領土。這嚴重侵犯了西藏利益，受到西藏高層的強烈反對。
1895年，20歲的達賴喇嘛受比丘戒，在布達拉宮舉行親政大典。第穆呼圖克圖被免去攝政職務，回到丹傑林寺。然而，第穆對達賴的親政非常不滿，試圖謀殺達賴，以重掌攝政大權。他將達賴出生年月日寫在符咒上面，埋在布達拉宮四周、桑耶寺的海布山上以及其他神地，進行詛咒。又在一雙靴子的靴底裡面縫了達賴出生年月日之符咒，然後送給達賴。達賴感覺不適，便求助於乃瓊護法。乃瓊護法發現了靴底的符咒，經過一系列線索進行追查，最終發現了第穆的陰謀，這就是妖鞋事件。1899年，第穆獄中圓寂，有人說第穆自害，有人說第穆被餓死，也有人說第穆被溺死，達賴卻說並未處死或賜死第穆，而是第穆在謹慎處分中自己病死，但從此禁止第穆呼圖克圖轉世。

### 英國入侵和首度流亡

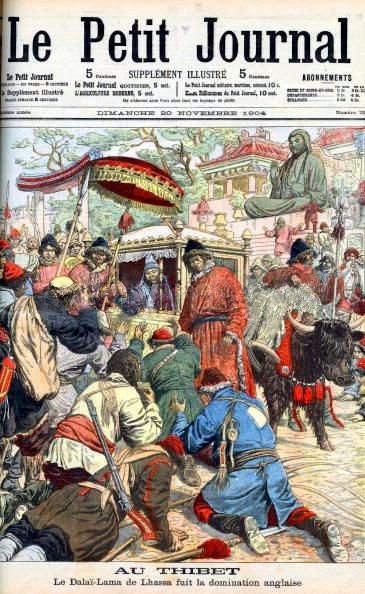
西方報紙對十三世達賴喇嘛逃離拉薩的報導

1897年，西藏政府在邊界捕獲自印度潛入繪製地圖的英國探險家阿諾德·亨利·薩維奇·蘭多。土登嘉措相信這是英國侵入西藏的前兆，阿格旺多傑向土登嘉措建議西藏向俄罗斯帝国尋求保護。
1902年，阿格旺多傑出使圣彼得堡，北京有報紙報導此事。英國認為這代表了俄国勢力即將進入西藏。1903年，英國駐印度軍隊在榮赫鵬的率領下由錫金入侵西藏，沿途擊潰西藏軍隊。次年八月，英軍兵臨拉薩城下。榮赫鵬多次要求與十三世達賴會面，但達賴認為英國陰謀把西藏變為如印度土邦一樣的附庸國，因而不願同英國人談判。他決定離開拉薩尋求幫助。臨走前，他指定三世策墨林呼圖克圖為攝政代理自己處理一切事務。他逃往安多地區，駐錫於塔爾寺（在今青海省境內）。在阿格旺多傑的勸說下，他又前往外蒙古的庫倫（今蒙古國烏蘭巴托）暫住，並同時向俄羅斯和清政府求救。十三世達賴在庫倫居住了一年多，駐錫於甘丹寺，在此期間，他致力於向蒙古人弘法，與第八世哲布尊丹巴呼圖克圖（即後來的大蒙古國的博克多汗）數次會面。根據俄羅斯駐紮在恰克圖的邊境官員反饋，達賴與蒙古的呼圖克圖、高級喇嘛和王公們商討脫離中國獨立建國的事宜，並尋求俄羅斯的幫助以避免流血衝突。如果俄羅斯不幫助，他將向敵對的英國尋求幫忙。
1904年9月7日，英國與西藏三大寺代表簽定拉萨条约。當時廓爾喀（尼泊爾）代表、布魯克巴（不丹）代表以及駐藏大臣聯豫都在場，但聯豫沒有參與簽字。事後，聯豫拒絕履行條約的內容，並向清廷告發達賴喇嘛。清廷便認定此條約是達賴所授意，下令剝奪了他的達賴喇嘛封號，把拉薩事務交給九世班禪喇嘛管理，並由他代替達賴喇嘛的名號。九世班禪拒絕清廷的要求，然而達賴和班禪這兩位祖古之間的矛盾從此刻起開始產生了，後來一直沒有彌補。
十三世達賴在外蒙古期間，俄羅斯人出於牽制英國的需要，也對他禮遇有加。達賴派遣自己最信任的阿格旺多傑去莫斯科求救，希望協助返回西藏，但沒有得到俄羅斯的幫助。由於達賴在西藏擁有崇高威望，他與俄羅斯人的交往使得清廷擔憂，於是恢復了他的封號，派蒙古王公前往宣慰。十三世達賴回到塔爾寺，準備回到西藏，但受到英國的阻撓，因為當時清廷正在與英國談判，英國不希望達賴在此時返回拉薩。
清廷在與英國就西藏歸屬問題展開談判之時，重申了自己對西藏、廓爾喀以及布魯克巴的宗主權。1906年，清政府與英國簽定《中英續訂藏印條約》，其中內容包括英國「同意不佔領西藏及不干涉西藏一切政治」，以及中國「不准他國勢力干涉藏境及其一切內治」。1906年10月，約翰·威斯頓·布魯克來到西藏，在塔爾寺謁見了達賴。達賴允許他率領兩支探險隊來西藏。布魯克也是第一位獲准在西藏合法活動的英國探險家。就在同一年，查爾斯·阿爾弗雷德·貝爾爵士獲邀來到扎什倫布寺拜見九世班禪，兩人就政治形勢問題展開談論。

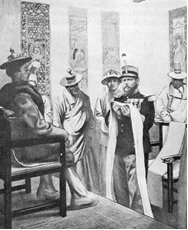
十三世達賴喇嘛在五台山接見外國使團。

1908年，十三世達賴到達五台山，瞻仰了第六世达赖喇嘛的避难处栖贤寺，并在普寿寺讲经半年，颇受当地百姓欢迎。在那裡，他接見了一隊外國使團：美國駐清公使柔克義、實為芬蘭人的俄羅斯陸軍上校卡爾·古斯塔夫·埃米爾·曼納海姆（後來在1944年二戰晚期成為芬蘭代理總統）、德國駐清公使館的一位醫生、英國探險家Christopher Irving、英國外交官R.F. Johnson以及法國陸軍少校Henri d'Ollone子爵。他試圖藉此增加自己的國際影響力，以使西藏脫離中國。他透過曼納海姆向俄羅斯皇帝尼古拉二世送出祝福。曼納海姆擔心這位西藏佛教「教宗」的人身安全，因此送給他一個六發子彈的白朗寧單膛室手槍，並附上詳細的說明書。

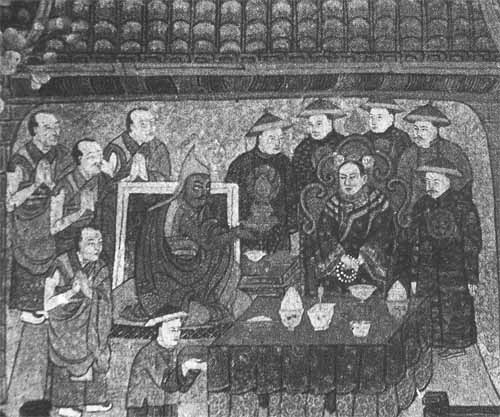
慈禧太后（右侧坐者）接见十三世达赖喇嘛（左侧坐者）

九月，達賴為給慈禧太后賀壽進京，會見光緒帝與慈禧太后，要求得到直接向朝廷奏事的權力，以擺脫駐藏大臣的約束，但遭到慈禧的拒絕。理藩部要求他用「藩臣入覲」的「三跪九叩」禮儀見慈禧，十三世達賴堅決拒絕了這個要求。爭執了數日之後，達賴為了得到清政府的幫助回到西藏，被迫作出折中的方案，如馬戛爾尼謁見乾隆帝時一樣，行單膝跪地之禮，但仍拒絕叩頭。九月二十日，由理藩部尚書帶領，先登仁壽殿北間謁見慈禧，跪獻哈達；九月二十五日慈禧宴請之時，他也「跪迎跪送」。其接待規格也遠遠低於五世達賴和六世班禪，但他在會見慈禧的時候仍像五世達賴一般，獲得與清統治者「平起平坐」的資格。數日後，光緒帝與慈禧太后駕崩，達賴為光緒帝舉行葬儀。溥儀繼位，封達賴為「誠順贊化西天大善自在佛」。

### 川軍入藏和二度流亡
慈禧太后試圖將十三世達賴留在北京，不讓他返回西藏，以便清廷對康區的藏族土司順利地「改土歸流」。此時康區正在經歷著重大的歷史變革，巴塘、理塘、德格等眾多頗具名望的藏族土司被清廷強制廢除。這件事情的起因可以追溯到1905年的巴塘事變。駐藏大臣鳳全因為鼓勵漢人到康區墾荒，又允許天主教傳教士在當地傳教，遭致當地藏人的不滿而被殺。滿清很快便派川滇邊務大臣趙爾豐等人前去將作亂者平定。趙爾豐在當地肆意屠殺藏族僧民、破壞藏傳佛教文物和文獻。藏人十分痛恨他，稱他為屠夫。趙爾豐乘勝攻滅波密土王，並上奏清廷要求出兵西藏，進行「革教易俗」的政策。清廷認為此舉太過激進，為避免事端，拒絕了這個提議。
北京之行使得十三世達賴對清廷不滿而且非常失望，便在國殤之機提出要重返西藏。清廷無法強留，只得答應了這個要求。1908年12月，達賴離開北京。翌年1月到達塔爾寺，籌備返回拉薩的工作。6月2日，達賴從塔爾寺起程出發。8月行至通天河一帶，達賴得知了川軍進入西藏的消息。
西藏事務本由清政府派遣的駐藏大臣與達賴喇嘛共同管理，到晚清時期駐藏大臣的權力逐漸消失。駐藏大臣聯豫與達賴之間的矛盾頗深，並受到西藏高層的普遍敵視。在達賴尚未抵達拉薩之時，聯豫以改革西藏政制、鞏固邊防為由，奏請派遣四川駐軍入藏。清廷令四川總督趙爾巽出兵西藏。達賴得知後，命令戴琫改桑堅參等率藏军嚴陣以防，川軍和邊軍分別由鍾穎和趙爾豐率領，進入康區的察木多（今昌都）。川軍和邊軍都是持新式武器的新式陸軍，藏軍無法抵抗，大敗潰散，趙爾豐便率邊軍攻佔霍爾三十九族、波密、八宿等地，將當地土司強制廢除，改土歸流。達賴行至那曲，得知藏軍潰敗的消息。他派人前往江孜，在那裡向清廷及各國駐清公使發出電報，對清廷「欺壓藏胞、不守信義」的越軌行為表示嚴正抗議。噶廈政府和和西藏各界僧侶聯名致電清廷，控告聯豫和趙爾豐，要求將二人撤職。

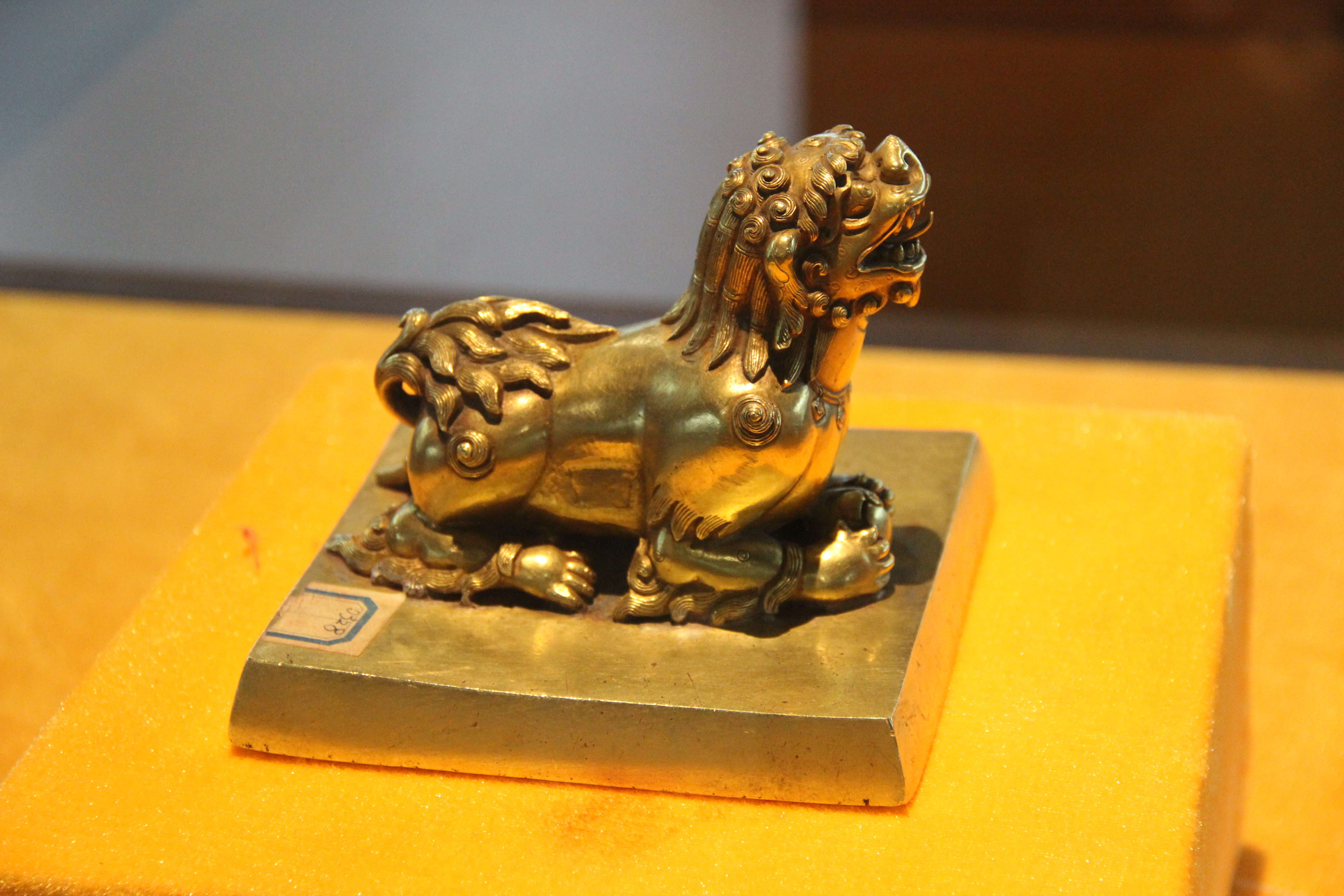
西藏僧俗1909年獻給達賴喇嘛的金印

12月21日，十三世達賴回到拉薩，受到西藏各界人士的歡迎。西藏僧俗捐資鑄了一枚金印，獻給達賴喇嘛，從此達賴喇嘛在重要文件與敕令上只蓋此印，這是擺脫清朝皇帝名義統治的策略之一。聯豫也率屬吏出迎，達賴喇嘛對他敵意頗深，視而不見。聯豫便惱羞成怒，派人宣揚達賴私自運來俄羅斯軍械，親至布達拉宮檢查，又派人去那曲搜查達賴的行李，但均未能發現任何槍械。達賴對此大為憤怒，下令中止為駐藏大臣提供糧草等必需品，並切斷了清廷的驛站聯繫。

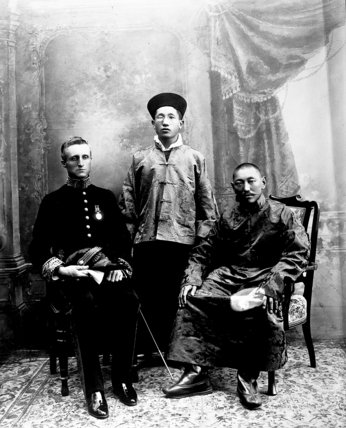
英國外交官查爾斯·貝爾爵士（左）、十三世達賴喇嘛（右）和錫金國王錫東祖古南嘉（中間站立者）在加爾各答。攝於1910年3月。

1910年2月，川军逼近拉萨，十三世达赖喇嘛感到事態嚴峻，在2月11日約見幫辦大臣溫宗堯，希望其令川軍停止越軌行為。溫宗堯同意約束川軍不再騷擾百姓，不侵害達賴喇嘛固有地位。在得到溫宗堯的保證後，他將在各地阻擊川軍的藏軍調回拉薩。然而，聯豫卻不承認任何承諾，對溫宗堯還大加斥責。聯豫拒絕在給達賴喇嘛的復信上簽字蓋章，甚至調集他的衛隊開槍攻擊布達拉宮。2月12日，川軍的先鋒部隊在聯豫衛隊的接應下進入拉薩，宣佈剝奪達賴喇嘛行使的政務權力，僅保留宗教領袖頭銜。川軍開槍襲擊藏軍、當街劫持毆打西藏高層官員，還開槍襲擊大昭寺、布達拉宮等佛教聖地，姦淫擄掠，無惡不作。拉薩局勢失控，達賴召開緊急會議，委任三世策墨林呼圖克圖全權管理事務，並於午夜帶領六名噶廈官員及護衛人員逃離拉薩。聯豫得知後派兵追趕。擦絨·達桑占堆率當地藏軍阻擊，達賴喇嘛一行最後得以脫身，並在英国驻亚东商务委员大衛·麥克唐納的幫助下，經由錫金到達英屬印度的噶倫堡。联豫立即奏請革去土登嘉措“达赖喇嘛”的封号。2月15日，這一建議獲得清廷的批准，同时令联豫依例寻访灵童，另立新达赖喇嘛。
在長期的流亡生涯中，達賴喇嘛意識到外交關係的重要性。他呼籲世界各國干預，讓中國撤兵。英屬印度總督明托伯爵一直致力於恢復達賴與英國之間的關係。清廷派羅長裿前去大吉嶺，試圖勸說他回拉薩，被他拒絕了。
達賴自此與他的支持者們獲得英國的政治庇護，居住在大吉嶺。他受到明托伯爵的邀請，來到加爾各答訪問。在那裡，他瞭解了西方的政府制度及工業科學，並且開始希望西藏能夠現代化。1911年，中國爆發辛亥革命，駐紮西藏的清朝軍隊也隨即陷入內亂。根據當時民國報刊報導，先前由鍾穎帶入西藏的川軍全是由「流民無賴」組成，他們在拉薩姦婬擄掠，無惡不作，藏人莫不切齒痛恨。十三世達賴得知後，在大吉嶺發佈《告民眾書》，宣布西藏獨立，號召藏人將所有漢人驅逐出境。親漢的喇嘛和噶廈官員都被逮捕處死。擦絨·達桑占堆將軍組織了一萬多名民兵，圍攻各地的清軍，最終在1912年（水鼠年）將清軍及官員全部解除武裝。經尼泊爾駐拉薩代表從中斡旋，西藏透過英屬印度，將這些前清人士引渡給中華民國方面。「第一次驅漢事件」後，西藏成為事實上的獨立自治政體，直到1951年中國人民解放軍進入西藏為止。即便是主張中華民國政府曾對西藏擁有主權的中國學者，也不得不承認在這段時期裡「中央政府與西藏地方的關係極為不正常」。

### 重掌西藏大權

#### 現代化改革

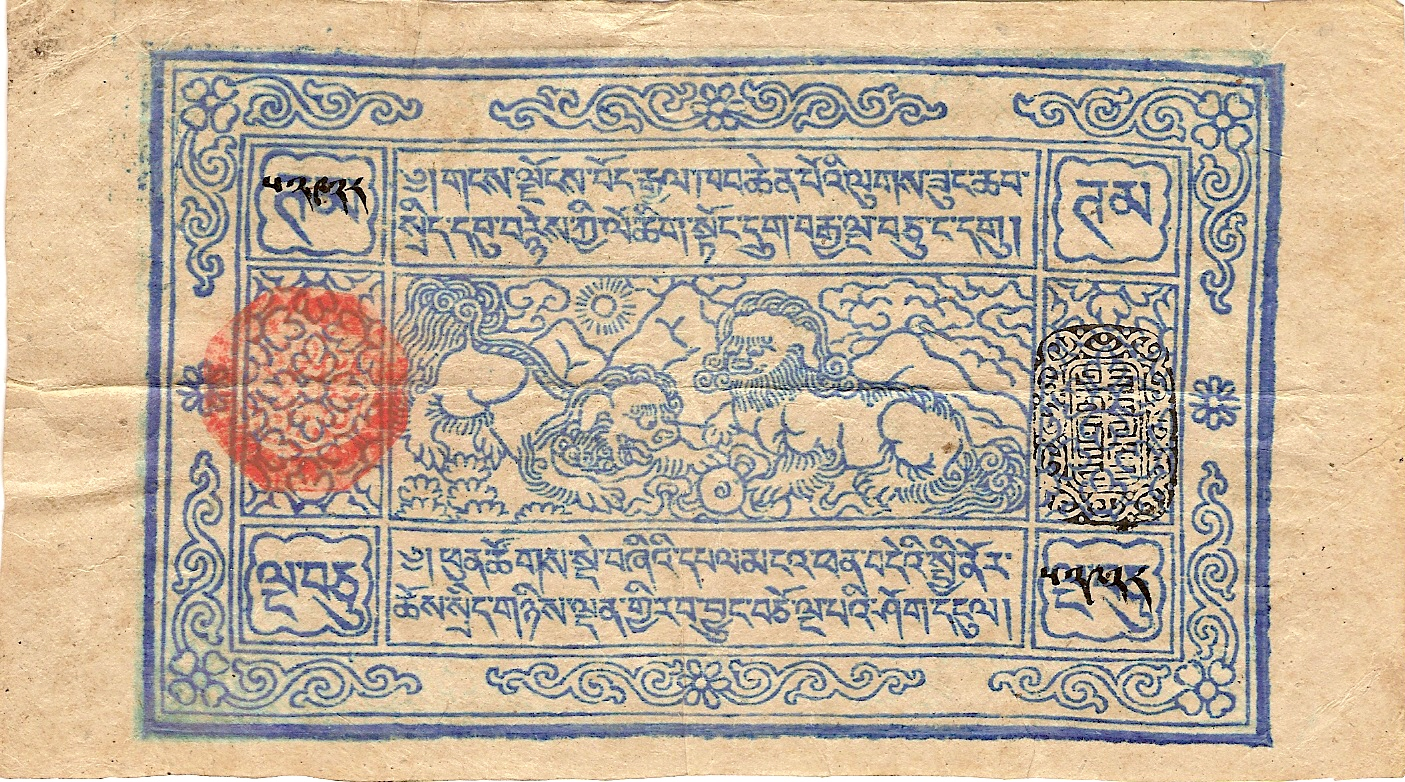
西藏歷史上最早的紙幣。

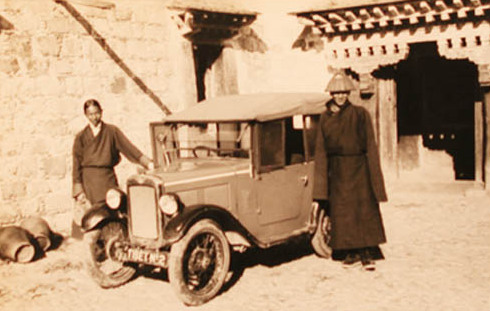
西藏歷史上的第一輛汽車（奧斯汀7型），1933年9月19日攝於德吉林卡（英國駐拉薩辦事處）。

1913年1月，達賴自大吉嶺回到拉薩，結束了他多年的流亡生涯。2月14日（藏曆水牛年正月初八日），他發表「水牛年文告」，正式宣佈解除與中國皇帝之間的「供施關係」，並宣佈實行體制改革等新政。這份文告被部份學者認為是「西藏獨立宣言」。在掌握西藏大權之後，他著手推行西藏的現代化進程，改進了貨幣、郵政、電訊設施等，強化了西藏軍事力量，創辦了藏醫院。
1912年底，西藏成立自己的中央銀行（歐康），推出了第一套紙幣，又推出了第一套郵票。1918年，他下令把藏軍軍旗雪山獅子旗確立為西藏國旗。:201913年，在大昭寺旁建立了西藏歷史上第一個現代化的藏醫學院门孜康。他從英國引入了司法制度，以遏制當時西藏廣泛存在的政治腐敗行為。稅收制度也被引入了西藏，成為一支強大的政治力量。他還將刑法修訂之後推行於西藏全境，廢除了死刑並減少了肉體刑罰。監獄中犯人的生活條件得以改善，官方定期派人視察以保持這些狀況。
此外，他還制定了狩獵和林業的管理制度，又改革了西藏的寺院制度。世俗教育制度被引入和融入到宗教教育體系中。達賴喇嘛派遣了四名高材生去英國留學，受到日本人、英國人、美國人在內的外國人的歡迎。透過與彼得·庫茲米奇·科茲洛夫、查爾斯·阿爾弗雷德·貝爾、卡爾·古斯塔夫·埃米爾·曼納海姆等外國政要和代表們的接觸，達賴喇嘛表現出對世界事務的很大好奇心，他批准成立茶葉種植園，還把電訊設施、電話和汽車引入了西藏。
1913年，十三世達賴喇嘛宣佈西藏獨立之後，下令組建甘丹頗章史上的第一支正規軍。此前，西藏一直只存在民兵性質的軍事機構，他們的戰鬥力比各寺廟的僧兵都要低下。在「水鼠年起義」中，親清的哲蚌寺的僧兵給予效忠達賴的民兵以沉重打擊。十三世達賴意識到了這一點。在西藏事實獨立後，他立即著手組建效忠於自己的新式正規軍，任命擦絨·達桑占堆將軍為藏軍總司令，聘請英國教官來訓練這支藏軍。
不過，十三世達賴喇嘛的改革政策侵犯了許多僧侶和貴族的利益，遭致他們的強烈反對，其中包括與他長期不和的九世班禪喇嘛。1920年，達賴指派龍廈·多吉次傑與洛桑坦楊負責軍隊財務，以加強藏軍的軍事實力。他們要求班禪管轄的扎什倫布寺及其附屬寺院交稅，遭到班禪強烈抗議和拒絕。1923年，憤怒的達賴決定派軍隊前去逮捕班禪。班禪喇嘛在拉薩的官員被逮捕，其屬下也被禁止出任中國的官職。班禅喇嘛察覺到對自身的威脅，便藉沐浴之期秘密出逃，經羌塘逃往甘州、涼州，最後逃到了内蒙古。班禪最後到達北京，將西藏政局告訴北洋政府的大總統曹錕，建議他「整飭邊防」。
班禪喇嘛出逃之後，多次送出對達賴喇嘛不利的批評信件，挑戰西藏噶廈政府的權威。許多僧侶認為班禪的出逃是達賴將西藏軍事化和世俗化的結果。他們散佈擦絨將軍將要政變的謠言，達賴相信了這個傳聞，將擦絨罷免官職。改革的重要支持者被罷免，這正中他們的下懷。僧侶和貴族的聯合抵制改革，致使許多政策最終無法推行。後來，他的繼任者十四世達賴喇嘛也曾做出過類似的嘗試。藏軍裝備和戰鬥力落後，以至於後來在1950年根本無法抵抗在第二次國共內戰中節節勝利的中國人民解放軍。

#### 外交關係
對於外交方面，他經常親自處理同英國駐錫金政務官、尼泊爾國王之間的外交，而不是交給噶廈去處理。:24,29中華民國成立後，袁世凱恢復了他的達賴名號，但他卻回覆稱對中國授予的名號不感興趣。
在西藏驅逐清朝勢力之前，外蒙古哲布尊丹巴集團驅逐了清朝官員宣佈獨立，擁戴第八世哲布尊丹巴呼圖克圖為博克多汗，建立大蒙古國。1913年1月11日，達賴的代表阿旺·洛桑·德爾智出使蒙古國，在庫倫簽訂蒙藏條約，互相承認對方的獨立主權地位，然而條約的有效性備受質疑。6月，龙厦·多吉次杰晉見英王喬治五世，遞交達賴的親筆信，信中表明中藏僅為供施關係，希望英國支持西藏獨立，與俄國在拉薩派駐外交代表。10月，他派出夏扎·班覺多吉，率領西藏代表團參加西姆拉會議，與英國、中華民國代表談判。1914年7月，英國與西藏簽訂《西姆拉條約》，英國承認西藏獨立，劃定麥克馬洪線為藏印邊界，又在條約附件中劃定了中藏的邊界。中華民國則以「西藏為中國領土之一部分」為由退出了談判。由於中國代表沒有在條約上簽字，麥克馬洪線一直不被中國政府承認。西姆拉條約也為後來中國與印度的阿魯納恰爾邦（中國稱「藏南地區」）的邊境糾紛埋下了伏筆。

#### 與周邊勢力的領地糾紛

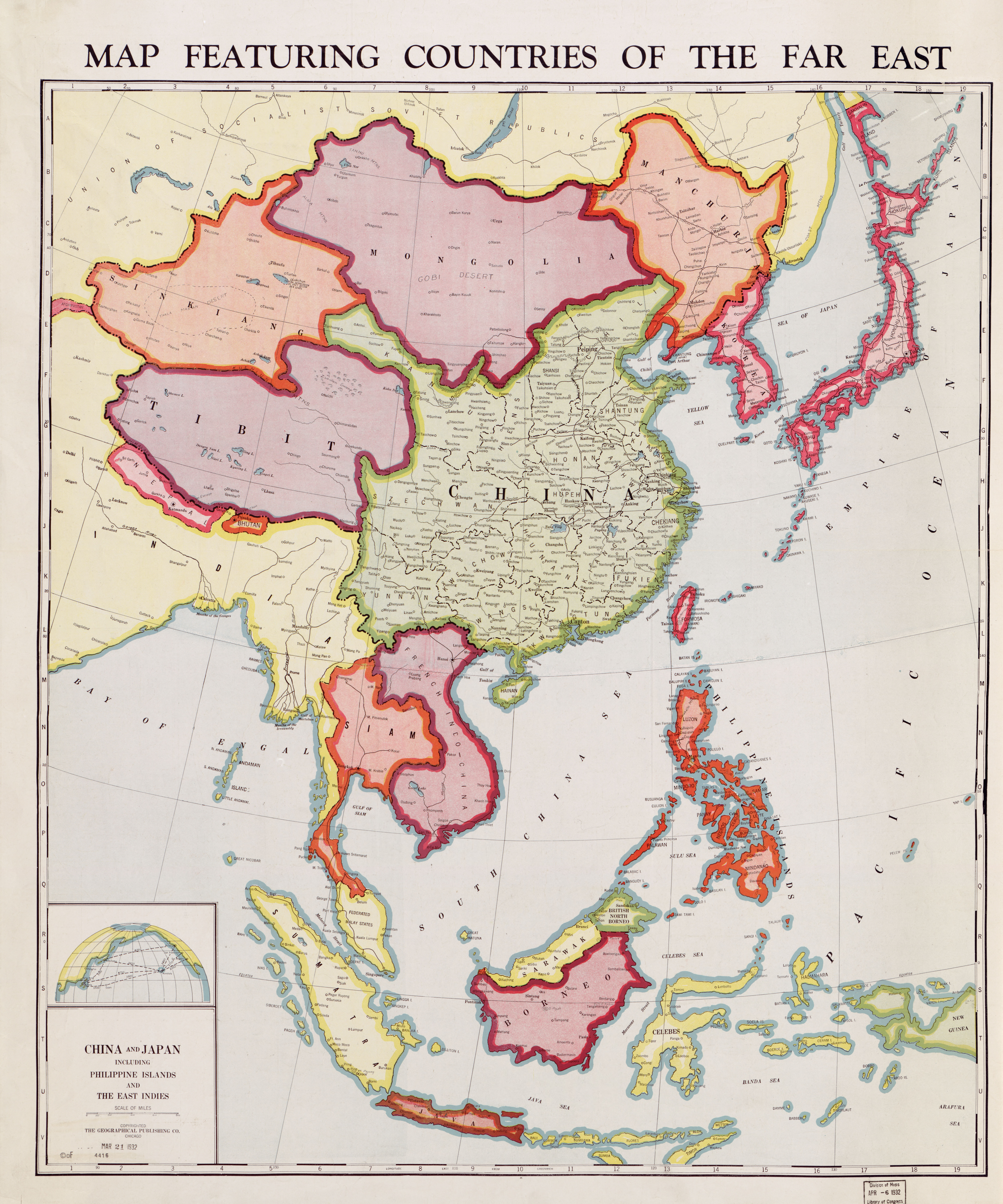
圖中「TIBIT」處即為1930年代時期西藏噶廈政府宣稱擁有治權的地區。安多地區（今青海省）由各藏族土司以及效忠於中華民國政府的馬家軍實際控制。

西藏噶廈政府希望建立民族國家，宣稱包括衛藏、安多和康區在內的所有藏族居住地區都是西藏轄境。當時安多和康區的部份地區分別被軍閥馬家軍和川軍控制。1914年，北洋政府劃定康定以西（包括金沙江以西的今昌都地區在內）為川邊特別區，受四川省管制，引起達賴的極大不滿。1917年，藏軍攻打川邊，攻破昌都，川軍指揮官彭日升向藏軍投降，史稱民七事件（或第一次康藏邊界糾紛、第一次中藏戰爭）。1919年，北洋政府派朱繡、李仲蓮入藏，達賴表示親英非出本心，傾心內向，同謀五族幸福。1920年至1922年，藏軍再度攻打川邊，奪取德格、甘孜等地，史稱第二次康藏邊界糾紛（或第二次中藏戰爭），自此康區大部份地區歸屬於西藏統治之下。
1929年，劉曼卿以中華民國國民政府代表的身份赴拉薩商議藏事。她回到南京後，國民政府便對外宣稱「達賴擁護國民政府，願意恢復中央與西藏的傳統關係。」對此事件，後來西藏流亡政府回應稱，劉曼卿僅僅是中國總統的私人代表，藉向達賴喇嘛獻禮為名，其實卻提出希望西藏與中國進行商談的要求。十三世達賴不僅沒有答應，並指出一切商談都必須由藏、中、英三方代表會晤下才可以進行。當時西藏官方的藏文文件則記載十三世達賴的回答是：「對西藏政教事業皆有益處的幸福之本是太平，為此通過協商如逐步簽訂條約，則定能穩固長久」，並強調西藏與中國的傳統關係是「盟誓堅貞的施捨關係」，必須維持「西藏自主獨立的權益」。但根据刘的回忆，达赖喇嘛向她表达了可向国民政府派出代表，但全權代表尚無人選。
1930年，甘孜的大金寺與白利土司發生糾紛，白利土司處於劣勢，向川軍尋求幫助。川軍將領劉文輝便以此為藉口侵佔了這個地區，史稱青藏戰爭（或第三次康藏邊界糾紛、第三次中藏戰爭）。不久，藏軍將川軍驅逐。國民政府得知此事，派穆斯林官員唐柯三前來調解。但唐柯三奉蒙藏委員會委員長馬福祥之命，存心破壞和談，致使在翌年和談破裂。藏軍多次攻打川軍，受挫後，轉而攻打佔據安多的馬家軍。馬家軍首領馬步芳隨後與劉文輝結為同盟，共同對付藏軍。安多和康區大量地區失陷，使達賴十分震驚，透過英屬印度向國民政府施加壓力。在國民政府的要求下馬劉聯軍與西藏互派代表簽訂《崗拖停戰協定》，康藏以金沙江為界；1933年6月15日，正式簽訂《青藏和約》，馬家軍退回青海。

### 圓寂

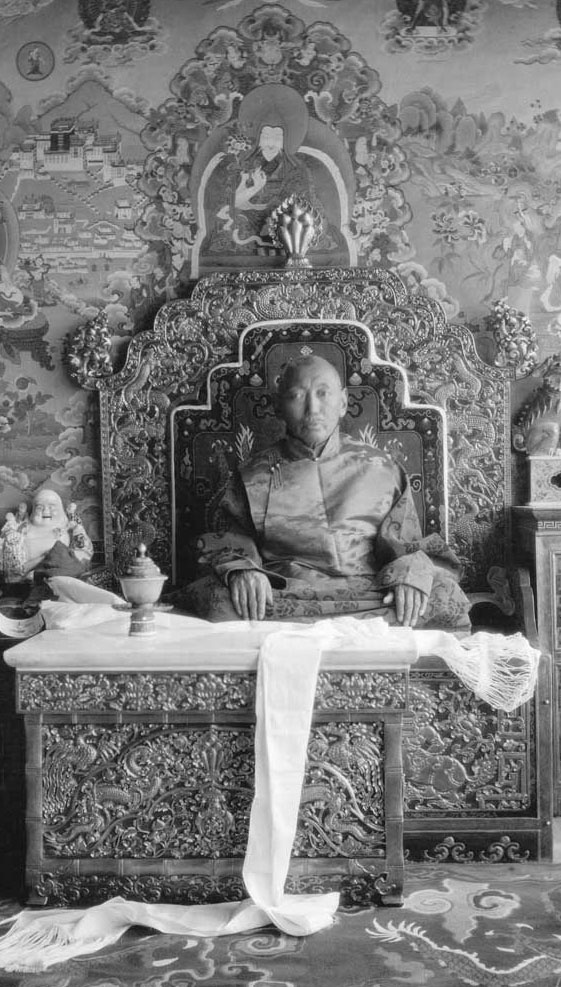
晚年的十三世達賴喇嘛尊者。1932年攝於拉薩布達拉宮。

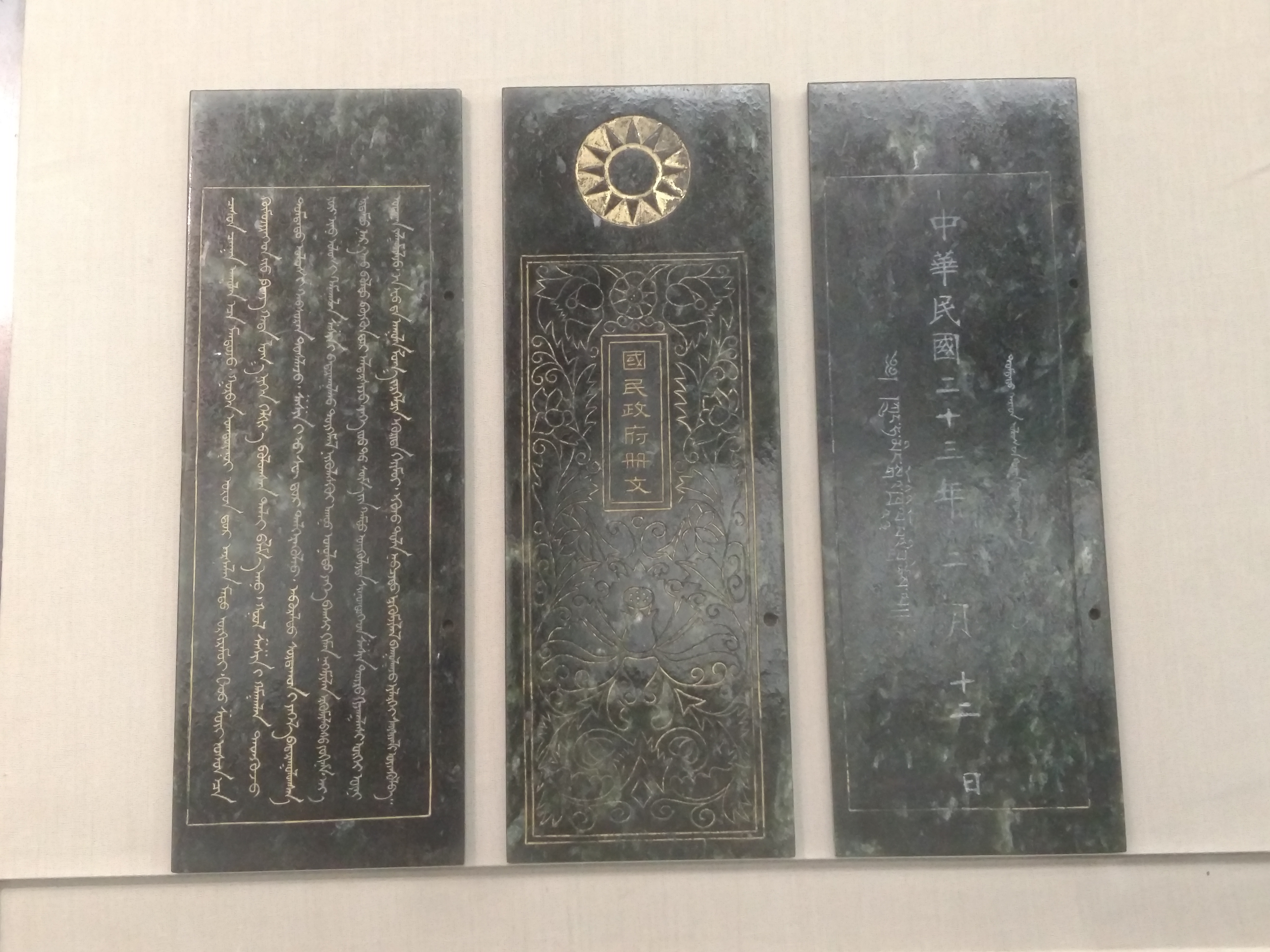
国民政府颁赐十三世达赖玉册

1931年乃瓊護法預言他可能不久人世，西藏僧俗祈請達賴喇嘛住世，他於水猴年（1932-1933年2月）手書遺囑回覆祈禱，其中說到從他於水牛年（1913年）重回西藏掌權後至今，藏地完全快樂與繁榮。中印兩國都有大軍，應與其維持穩固友誼。藏軍必須招募年輕精力充沛的人，給予有用的軍事訓練。現在是五濁惡世，最糟的是紅色共黨，他們積惡至極，不准尋找轉世活佛，搶劫佛寺聖物，毀滅宗教。西藏的僧俗機構未來可能遭到內外夾攻。除非我們能保衛自己的國家，達賴與班禪喇嘛連名字也不會留下來，僧人的土地與財產會被摧毀，僧俗官員的土地財產會被沒收，自己侍敵或乞討。所有文武事務應依知識組織，彼此協力，勿不能裝能。不要為別國工作而出賣自己的國家。
十三世達賴於1933年11月30日（藏曆水雞年十月十三日）起開始出現類似流行性感冒的癥狀，體現出疲憊的狀態。12月9日（藏曆十月二十二日），御醫強巴益西向他進獻藏藥「羅布頓湯」（七寶湯），但仍未見好轉。12月11日，十三世達賴按照慣例對「下密院」僧眾給予「冬季接見」的摸頂加持儀式，頗受勞頓，後來開始發燒。翌日因身體不適，未按慣例給予「上密院」僧眾給予「冬季接見」，並缺席了燃燈節活動，引起大家議論紛紛。14日，近侍官堅塞·土登貢培親至乃瓊寺，請乃瓊護法羅桑索朗前來看病。翌日，乃瓊護法來到十三世達賴居住的羅布林卡格桑頗章寢宮中看病，當時只有堅塞·土登貢培、乃瓊護法和御醫強巴益西三人在場。12月17日（藏曆十月三十日），十三世達賴病惡化，在傍晚時分圓寂，享年五十七歲。十三世達賴在臨終前預言中國必然將會入侵西藏；他要求藏軍進行全面地現代化，以避免西藏被併吞。按照藏傳佛教高級僧侶的喪葬傳統，由堅塞·土登貢培主持，將他的遺體按照傳統塗上香料進行防腐處理，葬於靈塔之中，放在布達拉宮給人瞻仰。当时的国民政府主席林森、行政院长汪兆铭、军事委员会委员长蒋中正等人为祭奠十三世达赖赠送了一件金质酥油灯，于1934年派遣致祭专使黄慕松送到西藏，同时追赠十三世达赖为“护国弘化普慈圆觉大师”，并颁赐玉印、玉册。
十三世達賴從患病到圓寂前後僅僅經歷十七天之久，其病情除了身邊親近的人之外，就連噶廈政府的不少高級官員都不知情，因此西藏官場普遍有土登貢培串通乃瓊護法把達賴謀殺的傳聞。土登貢培最受達賴信任，原本被認為是攝政的不二人選。然而，甚囂塵上的傳聞迫使噶廈政府對達賴的突然死亡進行追查。噶廈召開「民眾大會」，噶廈中高級官員、拉薩三大寺堪布代表和僧俗各界代表參加，召見土登貢培、乃瓊護法、強巴益西三人，要求三人對此進行解釋。強巴益西聲稱乃瓊護法在達賴圓寂前托以神諭之名進獻了「羌靈包烏十四味藥」，致使病情惡化；他曾試圖阻止，未果。土登貢培亦聲稱乃瓊護法進獻藥物。土登貢培還辯解稱自己曾多次計劃向噶廈政府報告病情，但達賴喇嘛擔心驚動全體僧俗官員來獻平安禮物打擾自己休息，執意不允。乃瓊護法則聲稱當時被神附體，甚麼都不知道。最終，經過審判三人都有過失，罷免官職流放外地。
十三世達賴的突然圓寂至今仍是個謎，也有官員認為土登貢培等人是被誣陷的。噶廈政府決定由五世熱振呼圖克圖出任攝政。其後，龍廈·多吉次傑將軍謀求以激進的方法實行民主改革，並要求徹底割裂同中華民國的關係，後來被捕並處以挖眼之刑。
十三世達賴的遺體趺坐接受瞻仰期間，人們發現他的頭從朝南轉向朝東北。負責主持轉世靈童尋訪工作的五世熱振因此在拉薩的東北方向尋找靈童，並在安多地區找到了。這名靈童最終被確認為新的達賴喇嘛，他就是現任的十四世達賴喇嘛丹增嘉措。
2011年6月10日，十三世達賴喇嘛的祖傳故居在短時間內被中國政府強制拆除。此前，十三世達賴家族成員曾公開呼籲拉薩市政府保護文物遺址，但政府回應稱該地區屬軍事單位管理，他們無權制止。事後，中国政府否認任何相關責任問題。

## 評價
十四世達賴喇嘛在其自傳中說：「我家的生活十分簡樸，卻也幸福與滿足。這滿足多歸功於十三世達賴喇嘛土登嘉措。他是多年的西藏政教的領袖。在他統治期間，他闡明和界定了西藏作為一個獨立國家的地位；他也在改善人民生活上取得了巨大的成就。……在他的畢生努力下，西藏人民開始享有一個長時期的安寧和繁榮的年代。」
五世桑東仁波切說：「十三世達賴喇嘛畢生為西藏努力奉獻。」
西藏流亡政府及流亡人士說：「從1895年8月8日開始承擔政權起，他就被捲入獨裁政治的蘇聯，和英國殖民地印度擴張帝國版圖所耍的政治遊戲中。經歷了1904年英國的入侵西藏，及1909年中國對他國家的侵犯，這兩次經驗的存活，使他的權威大大提升。」
與他建立了友誼的英國外交官查爾斯·阿爾弗雷德·貝爾認為他生性開朗和善，衝動性急但不記恨，他的勇氣和精力是無窮無盡的，也無所畏懼。在歷代達賴喇嘛中，他是唯一一個在成年後始終掌握政教大權的領袖，而他遺囑中所說在他統治下「藏地完全快樂與繁榮」不是無稽之談。
中國學者多杰才旦說，「十三世达赖喇嘛所处的时代是一个极其复杂，且政治跨度相当巨大的时代，这个特殊的时代背景造就了他一生的坎坷与曲折，困惑与迷茫，矛盾与冲突，也使得他的功过是非很难用简单的一句话来说清，恐怕应当划分出几个阶段进行评析才能得出比较客观的结论。然而，终其一生，十三世达赖喇嘛从未向外界宣布过西藏独立，特别是在其最后的几年时间里，更是以积极的态度试图弥合与中央政府之间的裂痕，因此，对他的整体评价仍然是值得肯定的。」
中國作家王力雄說，十三世達賴喇嘛在北京期間，「贴近地目睹清王朝的腐朽和没落，肯定会进一步加强他摆脱中国控制的决心」，「在外流亡五年时间，极大地开阔他的了眼界，磨练了意志，建立了关系，使他从雪山深处的神王变成了一个民族领袖和政治家。赵尔丰、联豫等在康区和西藏实行的新政，被十三世达赖喇嘛视为从根基上毁灭西藏社会，深深地刺激他。慈禧与光绪一死，他立刻就踏上回西藏的归程，并且在途中就开始遥控藏人进行抗争。」他還認為，在「中國入侵西藏」之後，十三世達賴選擇先前的敵人英國作為避難所，「反映了十三世达赖喇嘛作为一个政治家的大胆和灵活。」

## 延伸閱讀
- Bell, Charles Alfred, , London: Wisdom, 1987年11月21日 [1946], ISBN 978-0-86171-055-3
- Bell, Charles (1924) Tibet: Past and Present. Oxford: Clarendon Press
- Bell, Charles (1931) The Religion of Tibet. Oxford: Clarendon Press
- Gelek, Surkhang Wangchen. 1982. "Tibet: The Critical Years (Part 1) The Thirteenth Dalai Lama". The Tibet Journal. Vol. VII, No. 4. Winter 1982, pp. 11–19.
- Goldstein, Melvyn C. A History of Modern Tibet, 1913–1951: the demise of the Lamaist state (Berkeley: University of California Press, 1989) ISBN 978-0-520-07590-0
- Mullin, Glenn H. (2001). The Fourteen Dalai Lamas: A Sacred Legacy of Reincarnation, pp. 376–451. Clear Light Publishers. Santa Fe, New Mexico. ISBN 1-57416-092-3.
- Richardson, Hugh E.(1984): Tibet & its History. Boulder and London: Shambala. ISBN 0-87773-292-2.
- Samten, Jampa. (2010). "Notes on the Thirteenth Dalai Lama's Confidential Letter to the Tsar of Russia." In: The Tibet Journal, Special issue. Autumn 2009 vol XXXIV n. 3-Summer 2010 vol XXXV n. 2. "The Earth Ox Papers", edited by Roberto Vitali, pp. 357–370.
- Smith, Warren (1997):Tibetan Nation. New Delhi: HarperCollins. ISBN 0-8133-3155-2
- Tamm, Eric Enno. "The Horse That Leaps Through Clouds: A Tale of Espionage, the Silk Road and the Rise of Modern China." Vancouver: Douglas & McIntyre, 2010, Chapter 17 & 18. ISBN 978-1-55365-269-4. See http://horsethatleaps.com （页面存档备份，存于）
- Tsering Shakya (1999): The Dragon in the Land of Snows. A History of Modern Tibet since 1947. London:Pimlico. ISBN 0-7126-6533-1
- The Wonderful Rosary of Jewels. An official biography compiled for the Tibetan Government, completed in February 1940

| 第十三世達賴喇嘛 土登嘉措出生于：1876年6月27日逝世於：1933年12月17日 | 第十三世達賴喇嘛 土登嘉措出生于：1876年6月27日逝世於：1933年12月17日 | 第十三世達賴喇嘛 土登嘉措出生于：1876年6月27日逝世於：1933年12月17日 |
| 佛教頭銜                                                             | 佛教頭銜                                                             | 佛教頭銜                                                             |
| -------------------------------------------------------------------- | -------------------------------------------------------------------- | -------------------------------------------------------------------- |
| 前任： 成烈嘉措                                                      | 達賴喇嘛 1879年—1933年                                               | 繼任： 丹增嘉措                                                      |